# Synode (evangelische Kirchen)
Synode (griechisch Σύνοδος, synodos, „Versammlung“; Σύνοδία, synodia, „Reisegesellschaft, Karawane“ (z. T. auch als Synonym für „Familie“)) bezeichnet eine Versammlung in kirchlichen Angelegenheiten.

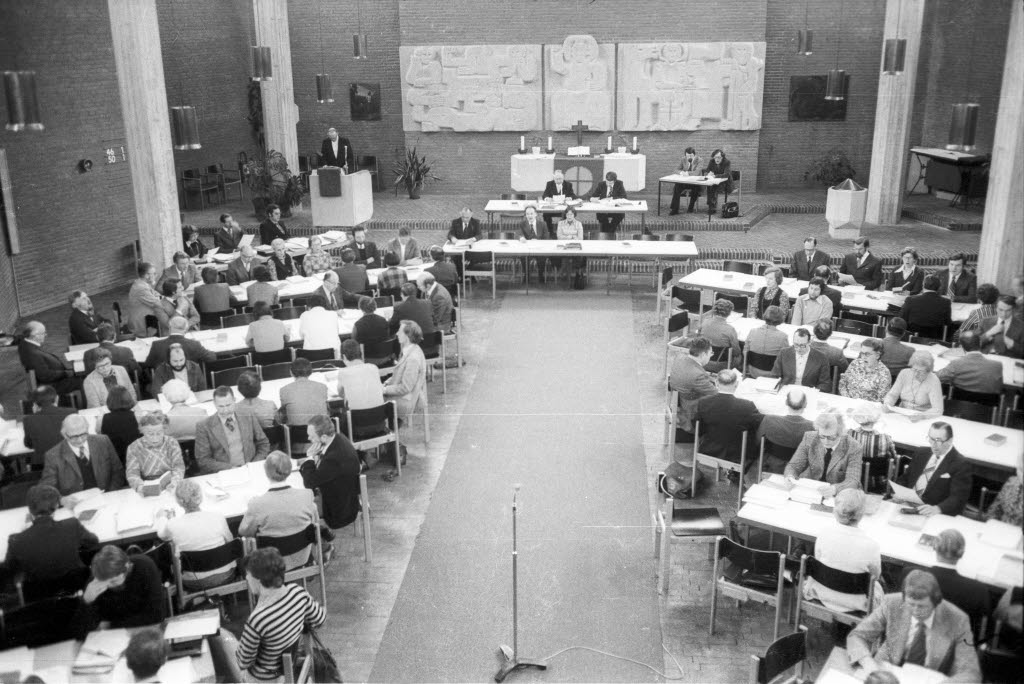
Tagung der Synode des Kirchenkreises Kiel (1977)

In den evangelischen Kirchen in Deutschland sind die Synoden Parlamente der kirchlichen Selbstverwaltung. Für den Bereich einzelner Landeskirchen spricht man in der Regel von Landessynoden oder Kirchensynode (so in Hessen-Nassau), auf der Mittelebene von Dekanats- oder Kreissynoden. Im Bereich der kirchlichen Zusammenschlüsse, wie zum Beispiel der Evangelischen Kirche in Deutschland oder der Vereinigte Evangelisch-Lutherische Kirche Deutschlands, ist eher von Gesamt- oder Generalsynoden die Rede.
Diese Synoden sind zuständig für die Gesetzgebung und Rechtsetzung innerhalb des kirchlichen Selbstbestimmungsrechtes. Außerdem nehmen sie das kirchliche Mitspracherecht wahr, das den Kirchen auf verschiedenen staatlichen Ebenen durch staatliche Gesetze oder Staatsverträge eingeräumt wird (so bei der Regelung des Religionsunterrichts an staatlichen Schulen und dem Militärpfarrrecht).
Auch treffen Synoden gesamtkirchliche Entscheidungen und sind allein oder ergänzend zu den jeweiligen Bischöfen für die Formulierung der theologischen Leitlinien ihrer Kirche zuständig. In presbyterianischen, reformierten und unierten Kirchen sind die Möglichkeiten der Einflussnahme der Synode im Vergleich zu den lutherischen evangelischen Kirchen besonders stark ausgeprägt; sie stellen gewissermaßen einen elementaren Bestandteil des konfessionellen Selbstverständnisses dar.
Synode wird (veraltet) auch gebraucht für das Gebiet, für das das Kirchenparlament zuständig ist: den Kirchenkreis.

## Geschichte
In der lutherischen Reformation hatte die mit Martin Luthers Lehre vom allgemeinen Priestertum aller Gläubigen gegebene Aufwertung der Laien zunächst keine direkten Konsequenzen für die Kirchenverfassung. Statt eines Aufbaus der Kirche von unten nach oben, der anfänglich durchaus in Luthers Vorstellung lag (vgl. seine Schrift Daß eine christliche Versammlung oder Gemeine Recht und Macht habe, alle Lehre zu beurteilen und Lehrer zu berufen, ein- und abzusetzen von 1523), begrüßte er später das landesherrliche Kirchenregiment, das die evangelisch gewordenen Territorialfürsten und städtischen Magistrate im Sinne einer Notordnung ausübten. In der Regel setzten sie Konsistorien, d. h. aus Theologen und Juristen zusammengesetzte Behörden, zur Regelung der kirchlichen Angelegenheiten ein.
Wo es in lutherischen Territorien im 16. Jahrhundert Synoden gab, standen diese im Allgemeinen in der Tradition der Klerikersynoden der Alten und mittelalterlichen Kirche. Sie waren also nur aus Pfarrern zusammengesetzt, wie die 1525 bei der Reformation des Herzogtums Preußen eingeführten jährlichen Diözesansynoden, oder gar nur aus Superintendenten, wie die jährlichen Synoden in der Landgrafschaft Hessen und im Herzogtum Pommern oder der bis ins 19. Jahrhundert bestehende „Synodus“ im Herzogtum Württemberg. Ihre Kompetenzen waren meist auf (im engeren Sinn) geistliche Angelegenheiten beschränkt.
Synoden als aus Pastoren und „Laien“ zusammengesetzte Gremien gehen auf den reformierten Flügel der Reformation zurück. Auch Johannes Calvin vertrat die Auffassung, dass die Kirche nicht allein vom geistlichen Stand geleitet werden könne, sondern durch ein Zusammenspiel verschiedener Ämter. In der Genfer Kirchenordnung von 1541 sah er neben Pastoren, „docteurs“ (Lehrern) und Diakonen auch Älteste („anciens“; Presbyter) vor, die vom Rat der Stadt gewählt wurden und mit den Pastoren für die Ausübung der Kirchenzucht zuständig waren (s. Vierämterlehre). Nach der Kirchenordnung der Hugenotten (bestätigt 1559 von der Nationalsynode in Paris), die sich als verfolgte Minderheitskirche auf keine weltlichen Instanzen stützen konnten, wählten die erwachsenen männlichen Gemeindeglieder die Ältesten aus ihrer Mitte. Gemeinsam mit den anderen Amtsträgern bildeten sie das Presbyterium. Jedes Presbyterium entsandte den Pastor und einen gewählten Ältesten in die Synoden auf regionaler Ebene, und die wählten wiederum die Nationalsynode, der die Leitung der gesamten Kirche oblag. Diese Kirchenverfassung wurde seit 1560 in modifizierter Form in Schottland durchgesetzt und damit Grundlage für den Presbyterianismus (wo die leitende Körperschaft auf gesamtkirchlicher Ebene allerdings meist nicht Synode, sondern Versammlung [assembly] heißt). Durch den Weseler Konvent (1568) und die Synode von Emden (1571) wurden die wesentlichen Grundzüge der hugenottischen Kirchenordnung für die verfolgte reformierte Kirche in den Niederlanden übernommen. Mit der Gründung britischer Kolonien wurde die Kombination von Synodal- und Presbyterialstrukturen nach Nordamerika verpflanzt.
In den nach dem landesherrlichen Kirchenregiment regierten reformierten Kirchen in Deutschland, wie z. B. in der Kurpfalz, konnten keine Synoden gebildet werden. Dagegen wurde im 17. Jahrhundert die Synodalordnung nach niederländischem Vorbild auch für die reformierten (und sogar die lutherischen Gemeinden) in  Jülich-Kleve-Berg übernommen, weil dort die Landesherren auf die Ausübung des Kirchenregiments verzichteten. Auch die aus Deutschland und Skandinavien eingewanderten Lutheraner übernahmen diese Kirchenordnung (z. B. Lutheran Church – Missouri Synod 1839), da es in der Neuen Welt kein landesherrliches Kirchenregiment gab.
Schon während des 19. Jahrhunderts wurden nach und nach in vielen Territorien Presbyterien (Gemeindekirchenräte) und Synoden als zusätzliche Elemente in die Kirchenordnungen aufgenommen. Prägend für das „Mischsystem“ aus konsistorialer und presbyterial-synodaler Verfassung war die Rheinisch-Westfälische Kirchenordnung von 1835, mit der der preußische König Friedrich Wilhelm III. den Wunsch der Protestanten aus den westlichen Provinzen nach Wiederherstellung ihrer traditionellen Selbstregierung der Kirche zumindest teilweise erfüllte. Als 1918 die Monarchien und mit ihnen das landesherrliche Kirchenregiment untergingen, konnten die Synoden vollständig die Leitung der Kirchen übernehmen.

## Zusammensetzung und Leitung
Synoden setzen sich zusammen aus den Delegierten der einzelnen Gemeinden oder der regionalen Synoden, wobei Geistliche und Laien mitwirken. Die Evangelische Landeskirche von Württemberg ist die einzige in Deutschland, bei der die Synode alle sechs Jahre direkt von den wahlberechtigten Kirchenmitgliedern gewählt wird (Urwahl), was eine Reihe wichtiger Besonderheiten dieser Landessynode zur Folge hat. In einigen Landessynoden sind Pfarrer sowie Laien in gleicher Anzahl vertreten, in anderen muss eine Mehrheit von Laien gegeben sein, in wieder anderen müssen für jeden Pfarrer zwei nichtordinierte Personen vertreten sein. Die Synoden werden von einem Präsidenten, einem Präses oder einem Präsidium geleitet. In einigen Landeskirchen (im Rheinland) ist das Präsidium der Synode gleichzeitig die Kirchenleitung, der Synodalpräses qua Amt Konsistorialpräsident und Landesbischof. In der Evangelischen Kirche von Westfalen wird das Amt des leitenden Geistlichen zwar auch als Präses bezeichnet; anders als in der Evangelischen Kirche im Rheinland wird die Landessynode jedoch von ihm allein geleitet (es gibt also kein Synodalpräsidium). Die Angehörigen der Synode werden als Synodale bezeichnet.

## Bedeutende evangelische Synoden
- Homberger Synode (1526)
- Bündner Synode
- Synode von Emden (1571)
- Synode von Uppsala (1593)
- Synode von Dordrecht (1618–1619)
- Westminstersynode (1643–1649)
- Preußische Generalsynode 1846
- Die Bekenntnissynoden der Bekennenden Kirche, insbesondere die von Barmen im Mai und von Dahlem im Oktober 1934
- Rheinische Synode 1980 zum Verhältnis von Christen und Juden